# The Return of Sherlock Holmes (film 1929)
The Return of Sherlock Holmes è un film del 1929 diretto da Basil Dean. È la prima trasposizione cinematografica sonora di un lavoro di Conan Doyle. Ricordato anche perché è la prima volta che compare la celebre allocuzione "Elementare, Watson", assente nei testi originale dei libri su Sherlock Holmes.

## Trama
Il padre del futuro genero del dottor Watson viene trovato morto nel suo studio. Gli indizi portano Sherlock Holmes e il suo gruppo a bordo di una nave in viaggio verso l'America, dove si trova anche il temibile professor Moriarty.

## Produzione
Il film fu prodotto dalla Paramount Pictures e venne girato ai Kaufman Astoria Studios al 3412 36th Street nel Queens.

## Distribuzione
Distribuito dalla Paramount Pictures, il film uscì nelle sale cinematografiche USA il 26 ottobre 1929. In Finlandia, venne distribuito il 25 agosto 1930.